# Enduction centrifuge

Schéma simplifié du procédé d'enduction centrifuge

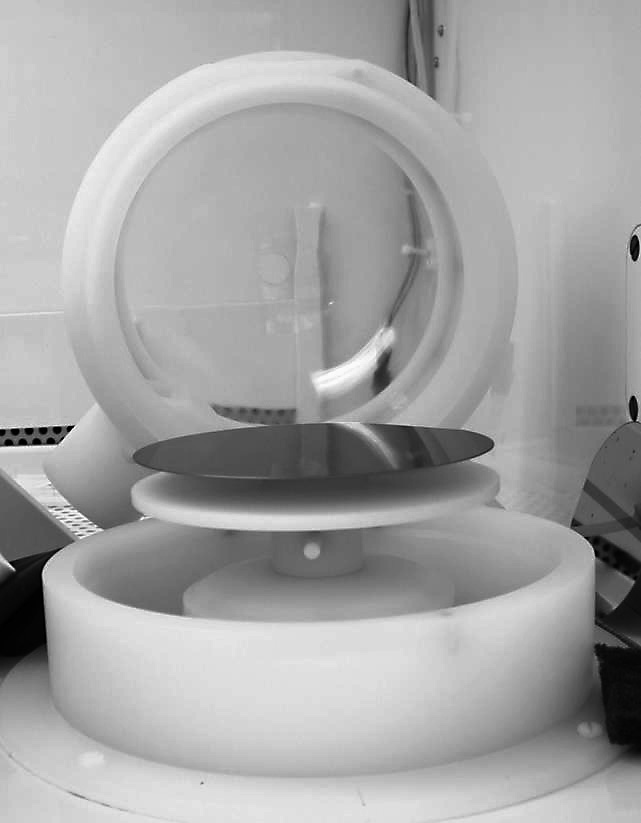
Laurell Technologies WS-400 spinner servant à appliquer une couche de résine photosensible à un wafer de silicium

L'enduction centrifuge ou enduction par centrifugation ou dépôt à la tournette (plus connue sous son nom anglais de spin coating) est une technique de formation d'une couche mince et uniforme, par dépôt d’une solution de la substance du film, sur la surface plane d'un substrat qui tourne à vitesse élevée. L'enduction centrifuge est utilisée principalement en microélectronique. La machine utilisée pour cette opération est appelée spin coater ou spinner en anglais. 

## Application
La technique d'enduction centrifuge est particulièrement utilisée en microfabrication, afin de créer des couches d'une épaisseur inférieure à 10 nm. Elle sert tout particulièrement dans le processus de photolithographie à déposer la couche de résine photosensible (photoresist) sur un wafer de semi-conducteur, avec une épaisseur d'environ un micromètre, résine qui va être par la suite irradiée à travers un masque.

## Mode opératoire
Le substrat, par exemple un wafer ou une plaque de verre, est posé et maintenu par du vide sur un plateau tournant à haute vitesse constante, afin d'étaler le matériau déposé (sous forme de gel, d'encre, de suspension...) de façon uniforme par force centrifuge.
Afin d'obtenir une couche solide, on utilise généralement un composé dont le solvant est assez volatil, et qui donc s'évapore au moins partiellement pendant l'opération. Certains spinners disposent aussi d'un dispositif de chauffage sur le plateau. Il est également possible d'effectuer un recuit par la suite, à faible température pour évaporer les solvants, à plus forte température pour fritter la matière par exemple.

## Contrôle de l'épaisseur
L'épaisseur de la couche déposée dépend de plusieurs facteurs :
- facteurs liés au spinner : l'augmentation des paramètres suivant diminue l’épaisseur de la couche :
  - vitesse angulaire ;
  - accélération ;
  - temps de l'opération ;
- facteurs liés au composé déposé : 
  - la quantité de solution déposée (en général une ou quelques gouttes) ;
  - la concentration des espèces dans le/les solvant(s) ;
  - la masse molaire ;
  - la viscosité ;
  - la volatilité des solvants
  - etc.